# Milan Rapaić
Milan "Miki" Rapaić, född den 16 augusti 1973 i Nova Gradiška i Jugoslavien, är en kroatisk före detta fotbollsspelare. 
Han spelade två matcher i VM 2002 och blev matchvinnare för ett mål i matchen mot Italien som Kroatien vann med 2-1, men Kroatien lyckades inte ta sig vidare från gruppen efter att ha förlorat mot Mexiko och Ecuador med 1-0. I EM 2004 så spelade Rapaić tre matcher och han gjorde ett mål mot Frankrike på straff, den matchen slutade 2-2, men Kroatien lyckades inte heller denna gång ta sig vidare från gruppspelet efter att ha spelat 0-0 mot Schweiz och sedan en förlust mot England med 4-2.